# Théophile Cambre
 (juin 2024).
Pour les articles homonymes, voir Cambre (homonymie).

a Compétitions nationales et continentales officielles uniquement.

b Matchs officiels uniquement.
Théophile Cambre était un joueur français de rugby à XV, né le 24 mars 1894 à Bordeaux et décédé le 16 juillet 1954. Il a joué au poste d'arrière au FC Oloron dont il fut le premier international du club et à l'Aviron bayonnais. Cambre a également été sélectionné à quatre reprises en équipe de France. Son numéro de joueur à la FFR est le 126.
Cambre était connu pour être un arrière de classe et un buteur régulier au-delà des 40 mètres,.

## Carrière de joueur
Théophile Cambre a grandi à Pau, où il se fait connaitre en participant à des épreuves d'athlétisme.
Cambre commence sa carrière au Béarn Sporting Club à Pau et se fait remarquer localement, avant de rejoindre les rangs de la Section paloise, aux côtés des Potter, Bernicha, Pierrot et autres Tournier,.
Cambre est titulaire lors de l'inauguration des tribunes du Stade de la Croix du Prince, le 5 octobre 1913 face au CA Périgueux. Les Verts et Blancs l'emportent 35 à 6,.
Remplaçant à la Section, Théophile Cambre rejoint ensuite le FC Oloron après la Grande guerre. Cambre s'impose en Haut-Béarn et est sélectionné en équipe de France. Il dispute ainsi un match de sélection le 27 novembre 1919 à Bayonne.
Cambre affronte l'Angleterre à Twickenham devant 30 000 personnes pour la première de ses trois sélections obtenues lors du Tournoi des Cinq Nations 1920.
Après le match, le journaliste Géo Lefèvre du quotidien L'Auto déclare :  

« Cambre a fait une partie décisive et a soulevé l’enthousiasme de ses adversaires sur l’homme, sur le ballon et contre les dribblings d'avants se présentant en paquet compact. Il fut merveilleux. Son adresse est grande et ses dégagements
longs et sûrs. Nous avons trouve un grand arrière français. »

— Géo Lefèvre
À l'occasion d'un match du Tournoi des Cinq Nations, Cambre fait la tournée des pubs de Dublin en compagnie du Sultan Jean Sébédio et de Marcel-Frédéric Lubin-Lebrère en pleine Guerre d'indépendance irlandaise. Les trois joueurs sympathisent avec des locaux et chantent La Marseillaise, devenu le chant des républicains irlandais. La police britannique les interpelle et les trois joueurs effectuent un court séjour en prison, avant de s'imposer face à l'Irlande le lendemain pour la  1re victoire du XV de France à l'extérieur dans le tournoi des Cinq Nations,.
En août 1920, Cambre rejoint l'Aviron bayonnais dans des circonstances floues. Cambre se marie à Peyrehorade, et signe à Bayonne,.
Le président du FC Oloron, Emile Pasquignon-Loubet, s'était pourtant engagé dans une lettre ouverte au journal L'Auto à ce que le joueur ne quitte pas le club.

« Afin d'éviter aux gens de perdre leur argent s'ils voulaient faire leur pari, je tiens à leur dire ceci : Cambre jouera l'an prochain pour le FC Oloron. Si quelque
société, pour attirer ce joueur, essayait de lui faire la moindre proposition, elle aurait tort, car la même proposition qui pourrait lui être faite, je suis assez grand garçon pour la lui faire moi-même.
Pour trois raisons principales Cambre continuera à jouer pour Oloron. Voici ces trois raisons : la première, par amitié pour moi; la seconde, parce qu'il ne trouvera nulle part en France une société où la camaraderie soit plus belle qu'à
Oloron; la troisième, enfin, parce que Cambre est reconnaissant et qu'il n'ignore pas que si on a bien voulu essayer de lui comme international, c'est beaucoup à moi qu'il le doit. J'ai en effet écrit plusieurs fois aux sélectionneurs avant que I'on essaye mon arrière et, en plus de cela, j'ai écrit à Paul Champ, Brennus, Housiangou, Benac. Voyant que je n'étais pas écouté, j'ai engagé un
Pari de mille francs pour bien prouver que Cambre était le meilleur arrière français.
Pour ces trois raisons, Cambra restera à Oloron et fera tout ce qui dépendra de lui pour contribuer au succès des couleurs bleues et blanches. 
Inutile donc, Messieurs les parieurs, de parier pour Biarritz ou Bayonne ou autre club. L'international Cambre restera à Oloron.
Bien cordialement à vous »

— Emile Pasquignon-Loubet
Cambre rejoint l'Aspremontoise de Peyrehorade l'année suivante. Cambre devient négociant à Peyrehorade, ville où il reste vivre jusqu'à son décès en 1954.

### En club
- Béarn Sporting-Club
- Section paloise
- FC Oloron
- Aviron bayonnais
- Aspremontoise

### En équipe nationale
Théophile Cambre a disputé quatre matches internationaux en 1920.

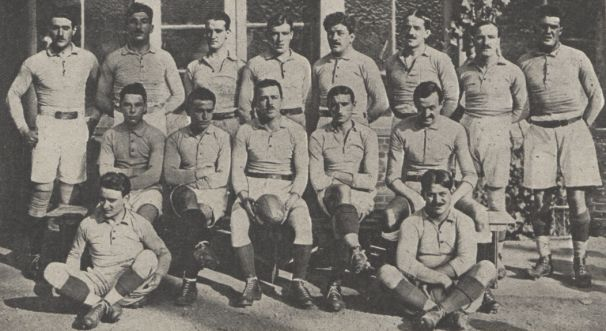
L'ÉQUIPE DE FRANCE DE RUGBY QUI A BATTU L'ÉQUIPE DES ÉTATS-UNISDebout, de gauche à droite : Thierry, Lubin, Biraben, Moureux, Sebedio, Cassayet, Larrieu, Soulié.
Assis : Got, Crabos, Struxiano (capitaine), Bordes et Jaurreguy. A terre : Billac et Cambre.

| 31 janvier, Londres  | Angleterre | 8 - 3  | France         |
| 17 février, Colombes | France     | 5 - 6  | Pays de Galles |
| 3 avril, Dublin      | Irlande    | 7 - 15 | France         |
| 10 octobre, Colombes | France     | 14 - 5 | États-Unis     |